# Ioánnis Varvitsiótis
Ioánnis Varvitsiótis (en grec moderne : Ιωάννης Βαρβιτσιώτης), né le 2 août 1933 à Athènes, est un homme politique grec membre de la Nouvelle Démocratie. Il fut député au Parlement européen dans le Groupe du Parti populaire européen et des démocrates européens (PPE-DE).